# Gynoplistia angustipennis
Gynoplistia angustipennis är en tvåvingeart som beskrevs av Edwards 1924. Gynoplistia angustipennis ingår i släktet Gynoplistia och familjen småharkrankar. Inga underarter finns listade i Catalogue of Life.